# Polyphlebium werneri
Polyphlebium werneri är en hinnbräkenväxtart som först beskrevs av Eduard Rosenstock, och fick sitt nu gällande namn av Ebihara och K. Iwats. Polyphlebium werneri ingår i släktet Polyphlebium och familjen Hymenophyllaceae. Inga underarter finns listade.